# 埃尔泽勒
埃尔泽勒（法語：Herzeele，法語發音：[ɛʁzɛl]）是法国上法蘭西大區北部省的一个市镇，属于敦刻尔克区。

## 地理
埃尔泽勒（50°53'11"N, 2°32'1"E）面积17.17 平方千米，位于法国上法蘭西大區北部省，该省份为法国最北部的省份及最长的省份，西北濒北海，西接加来海峡省，南至埃纳省和索姆省，东与比利时接壤。
与埃尔泽勒接壤的市镇（或旧市镇、城区）包括：维讷泽勒、乌德泽勒、沃尔穆特、邦贝克、乌特凯尔克。

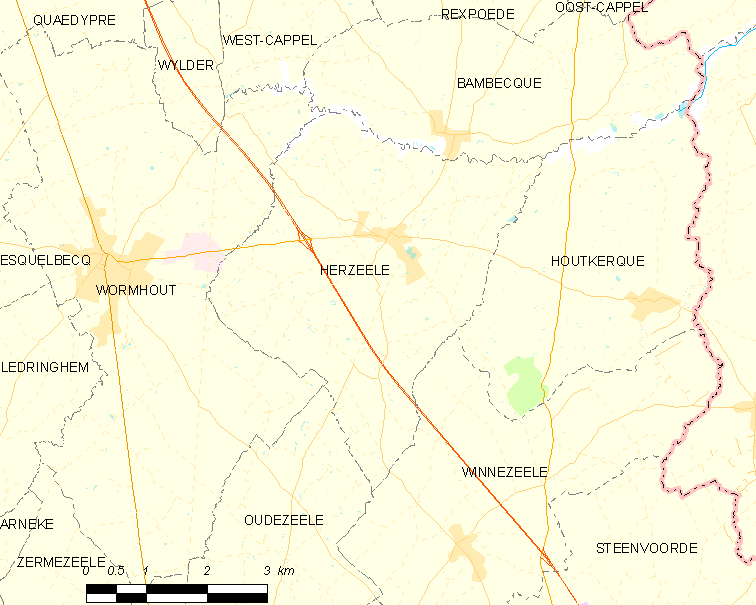
埃尔泽勒的OSM定位图

埃尔泽勒的时区为UTC+01:00、UTC+02:00（夏令时）。

## 行政
埃尔泽勒的邮政编码为59470，INSEE市镇编码为59305。

## 政治
埃尔泽勒所属的省级选区为沃尔穆特县。

## 人口

1962-2008年间埃尔泽勒人口变化图示

埃尔泽勒于2022年1月1日时的人口数量为1627人。